# Antoine Arnauld den äldre
Antoine Arnauld den äldre, kallad l'avocat, född den 6 augusti 1560 i Paris, död där den 29 december 1619, var Frankrikes störste sakförare på sin tid. Han var far till Robert Arnauld d'Andilly, Marie Angélique Arnauld, Henri Arnauld och Antoine Arnauld den yngre.
Arnauld tillhörde reform och väckelserörelsen kring Jean Duvergier de Hauranne, och nära vän till Cornelius Jansen. Han var en ivrig förfäktare av Henrik IV:s sak och känd genom sitt försvar av Paris-universitetet mot jesuiterna, vilkas förföljelser han därigenom ådrog sig.